# Chad Wackerman
Chad Wackerman (født 25 marts 1960 i Long Beach Californien USA) er en amerikansk trommeslager.
Wackerman blev kendt som trommeslager med Frank Zappas orkester. Han har også spillet med Bill Watrous , Barbra Streisand , Men At Work , Steve Vai , Albert Lee og James Taylor. 
Han turnerede i en periode med Allan Holdsworths gruppe , og indspillede et par solo plader i eget navn. 

## Diskografi
- Forty Reasons
- The View
- Scream
- Legs Eleven

Som Sideman:
- Live – Allan Holdsworth
- Wardencliff Tower – Allan Holdsworth